# Moritzberg (Hildesheim)
Moritzberg ist ein Stadtteil im Westen Hildesheims. Zusammen mit den Siedlungen Waldquelle, Godehardikamp und Bockfeld bildet er eine der 14 Ortschaften der Stadt. Das alte Stiftsdorf wurde 1911 eingemeindet.

## Geografie
Nördlich grenzt der Moritzberg an Himmelsthür, das durch die B 1 vom Moritzberg getrennt wird. 2011 wurden der Stadtteil Moritzberg mit Godehardikamp und Bockfeld sowie der östlich angrenzende Stadtbezirk West mit dem Steinbergviertel, der sich von der Schützenwiese im Norden bis zum Waldgebiet Steinberg tief im Süden erstreckt, zu einem Stadtteil mit dem Namen Moritzberg vereinigt. Im Westen befinden sich umfangreiche Grün- und Waldflächen im Zuge Gallberg – Rottsberg – Lärchenberg, im Süden das ehemalige Dorf Neuhof. Sie gehören alle zum Stadtbezirk Neuhof/Hildesheimer Wald.

## Geschichte

Moritzberg, im Vordergrund Hildesheimer Schützenhaus, Lithografie um 1860

### Mittelalter
Die schriftlich nachweisbare Geschichte des Moritzbergs beginnt 1028 mit der Einweihung der (ersten) Mauritiuskirche auf dem damals noch „Zierenberg“ genannten Höhenzug durch Bischof Godehard. Ab etwa 1025 hatte er dort eine befestigte Anlage und ein „monasterialem ecclesiam“, also ein Stift oder Kloster, errichten lassen. Aber schon vor diesem Zeitpunkt war der Berg besiedelt, dafür war die landschaftliche und strategische Lage zu günstig. Wahrscheinlich gab es schon im 5. Jahrhundert eine Befestigung auf dem Berg sowie kleinere Kapellen, von denen eine über einem heidnischen Quellenheiligtum zu Ehren des Gottes Ziu errichtet worden war. Im 8. Jahrhundert soll Bonifatius eine Kirche auf dem Zierenberg gegründet haben, im 9. Jahrhundert der erste Hildesheimer Bischof Gunthar eine bischöfliche Burg und Hauskapelle.
1058 bestätigte der Papst dem Hildesheimer Bischof die Stiftung eines Nonnenklosters auf dem Moritzberg, das schon wenige Jahre später in ein Kollegiatstift umgewandelt wurde. Ein größerer Kirchbau entstand, den man 1072 in Anwesenheit Kaiser Heinrichs IV. weihte. 1151 wurde der Grundbesitz des Stifts St. Mauritius erstmals schriftlich festgehalten. Neben der Stiftskirche erwähnt die Urkunde die St. Godehardkapelle, die Propsteikapelle und ein „Altkloster“ („vetus monasterium“), bei dem es sich vielleicht um den ersten St. Mauritiusbau handelte. Im 12. und 13. Jahrhundert dehnte das Stift seinen Grundbesitz erheblich aus und wurde recht wohlhabend. Wahrscheinlich bereits im 11. Jahrhundert wurde am später Kupferstrang genannten Innerste-Seitenarm die Moritzberger Bergmühle errichtet, die im Jahr 1500 in den Besitz der Stadt Hildesheim überging. 1451 ist eine Kupfermühle an der Trillke belegt.
1196 überließ das Moritzstift flämischen Siedlern Land an der Dammstraße, die vom Moritzberg nach Hildesheim führt. 1232 wurden weitere Flamen angesiedelt und dem Ort vom Vogt des Stiftes Stadtrecht verliehen. Der Dammstadt genannte Ort machte den Hildesheimern wirtschaftlich Konkurrenz. 1332 überfielen Truppen des designierten Hildesheimer Bischofs Erich von Schauenburg (Schaumburg) den Ort, töteten die Einwohner und brandschatzten die Stadt. Dabei drangen sie bei der Verfolgung von Flüchtenden auch ins Bergdorf und das Moritzstift ein. 1347 griffen die Hildesheimer den Moritzberg direkt an, zerstörten Kirchen und Häuser, plünderten und vertrieben alle Einwohner. Der Neuaufbau verlief schleppend, obwohl das Stift Teile seines Grundbesitzes verkauft. Noch 1382 war St. Mauritius nicht vollständig wiederhergestellt. Und die zahllosen Auseinandersetzungen der Hildesheimer Bischöfe mit benachbarten Landesherren zogen die Moritzberger noch jahrzehntelang in Mitleidenschaft.
Von Anbeginn besteht der Ort Moritzberg aus zwei Teilen: Dem kirchlichen Moritzstift auf der Bergspitze und dem von ihm abhängigen Bergdorf. Das Stift genießt engere Immunität („Stiftsfreiheit“), d. h., es unterliegt nicht der normalen Gerichtsbarkeit, sondern ist auf seinem Grundbesitz selbst Gerichtsherr. 1427 wird den Pröpsten des Stifts von Bischof Magnus die „Halsgerichtsbarkeit“ zugestanden. Damit verhandeln sie auch Vergehen wie Mord, Raub und Brandstiftung selbst und können die Todesstrafe verhängen. 1595 wird ihnen dieses Recht wegen „Nichtgebrauch“ wieder entzogen. Seit dem 17. Jahrhundert üben die Bewohner des Bergdorfes im gewissen Rahmen Selbstverwaltung aus: Sie wählen Bürgermeister und Rat. Das Bergdorf Moritzberg war nicht von einer Mauer umgeben, sondern lediglich von einem Wall mit Graben. Die Namen von drei Toren sind überliefert: Das ungefähr 1430 in einer Urkunde zum ersten Mal genannte Katztor mit einem 28 Fuß hohen Turm, an das die Straße „Am Katztor“ noch heute erinnert, erhob sich am südlichen Ende der Bennostraße unweit der heutigen Einmündung der Kleinen Steuer kurz vor dem jüdischen Friedhof. Das 1452 errichtete Dingworthtor stand am nördlichen Ende der Dingworthstraße. Am nördlichen Ende des „Obere Bergstraße“ genannten Abschnitts der heutigen Bergstraße befand sich das Krehlator mit seinem 25 Fuß hohen Turm, das auch Schäfertor genannt wurde.

### Frühe Neuzeit

Bergflecken Mauritius um 1770 mit Kreyla- und Katzthor sowie Juden-Begräbnis

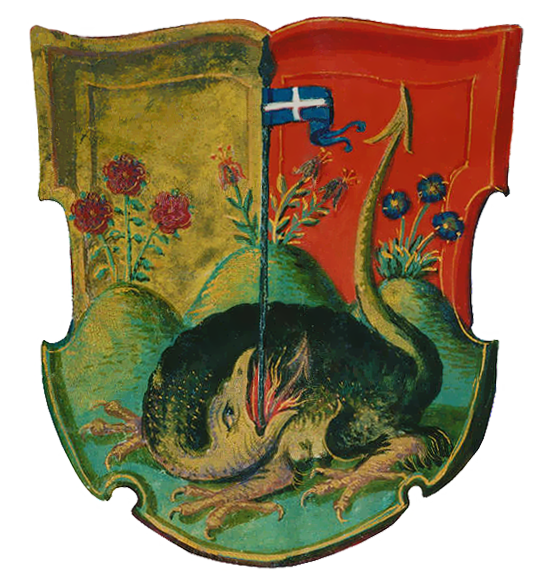
1652 erhielten die Bürger von „S. Mauritiy oder Zierenberges“ ihr erstes Wappen von Kaiser Ferdinand III.

1510 widersetzten sich die Moritzberger dem Hildesheimer Bischof Johannes IV. von Sachsen-Lauenburg, der daraufhin den Ort durch Söldner plündern lässt. Zwischen 1519 und 1523 wurde der Moritzberg während der Hildesheimer Stiftsfehde von Braunschweiger Truppen besetzt und Hildesheim vom Moritzberg aus beschossen.
1542 wurde in Hildesheim die Reformation eingeführt. Dem Stift Moritzberg gelang es aber, die Ansiedlung von Nicht-Katholiken auf seinem Gebiet zu verhindern. 1549 wütete die Pest auf dem Moritzberg. 1553 und 1572 wurde der Ort wieder von Söldnern überfallen und geplündert. Als es 1595 unter dem Vorwand der Blutschande zur Vertreibung der Juden aus Hildesheim kam, flüchteten diese auf den Moritzberg, wo es seit dem 16. Jahrhundert eine kleine jüdische Gemeinde gab, und kehrten erst 1601 in die Stadt zurück. Die kleine Synagoge der jüdischen Gemeinde auf dem Moritzberg war an der Ecke der heutigen Bergmühlenstraße. Der Jüdische Friedhof des Moritzberges, der bis heute erhalten ist und zu den Sehenswürdigkeiten des Moritzberges zählt, lag südlich des Katztores an der heutigen Bennostraße am Rande des Berghölzchens und damit außerhalb des Dorfes.
Im Dreißigjährigen Krieg wurde 1626 vor der Stadt Hildesheim gekämpft. Der Moritzberg wurde zweimal von den Dänen geplündert, St. Mauritius angesteckt. Das Stiftskapitel floh. Im Sommer 1632 wurden Stift und Mauritiuskirche von den Schweden und den mit ihnen verbündeten Hildesheimern zerstört. Der kaiserliche Reiterführer Pappenheim, der die zu Moritzberg gehörenden Anhöhen Krehla- und Finkenberg besetzt hielt, musste sich zurückziehen. Als die Schweden aus Hildesheim abzogen, griff Pappenheim im September 1632 erneut an, besetzte die Stadt und ließ die Bewohner des zerstörten Moritzberg dort unterbringen. Evangelische Prediger und Lehrer mussten Hildesheim verlassen. 1633 eroberte Herzog Friedrich Ulrich von Braunschweig die Stadt und übergab die Kirchen wieder den Protestanten. Dabei wurde auch die Bergmühle niedergebrannt. Die Zerstörungen waren gewaltig, und noch 1652 mussten in der Gegend Wölfe gejagt werden.
Der Wiederaufbau dauerte lange. 1644 wurde das Stift neu eingerichtet, 1649 war das Richtfest der wieder aufgebauten Mauritiuskirche, 1650 das der Margarethenkirche. 1651 wurde die Bergmühle wieder in Betrieb genommen. Bischof Maximilian Heinrich bestätigte 1652 die Privilegien der Bergbewohner. Der Ort wurde Stadtflecken und erhielt Marktrecht, eine eigene Gerichtsbarkeit und ein eigenes Wappen. 1699 gab es wieder 114 Häuser auf dem Moritzberg. Im 18. Jahrhundert erfolgte ein Neubau der Stiftshöfe (Kurien), um 1770 ließen einige Stiftsgeistliche einen Waldpark errichten, das Berghölzchen, und machten ihn für die Öffentlichkeit zugänglich. 1785 wurden 673 Einwohner gezählt. 1803 waren 64 Einwohner des Moritzberges jüdischen Glaubens, was 9 % der Einwohner entsprach.

### Ab 1805
| Bevölkerungsentwicklung | Bevölkerungsentwicklung |
| Jahr                    | Einwohner               |
| ----------------------- | ----------------------- |
| um 1580 1               | 700                     |
| 1699 1                  | 550                     |
| 1785                    | 673                     |
| 1810                    | 711                     |
| 1830 1                  | 1.000                   |
| 1885                    | 1.889                   |
| 1891                    | 2.297                   |
| 1895                    | 3.326                   |
| 1905                    | 4.442                   |
| 1911 1                  | 4.700                   |
| 1970 1                  | 9.000                   |
| 1987 1                  | 11.500                  |
| 2007                    | 9.506                   |
| 2019                    | 15.113                  |
| 1 Schätzung             |                         |

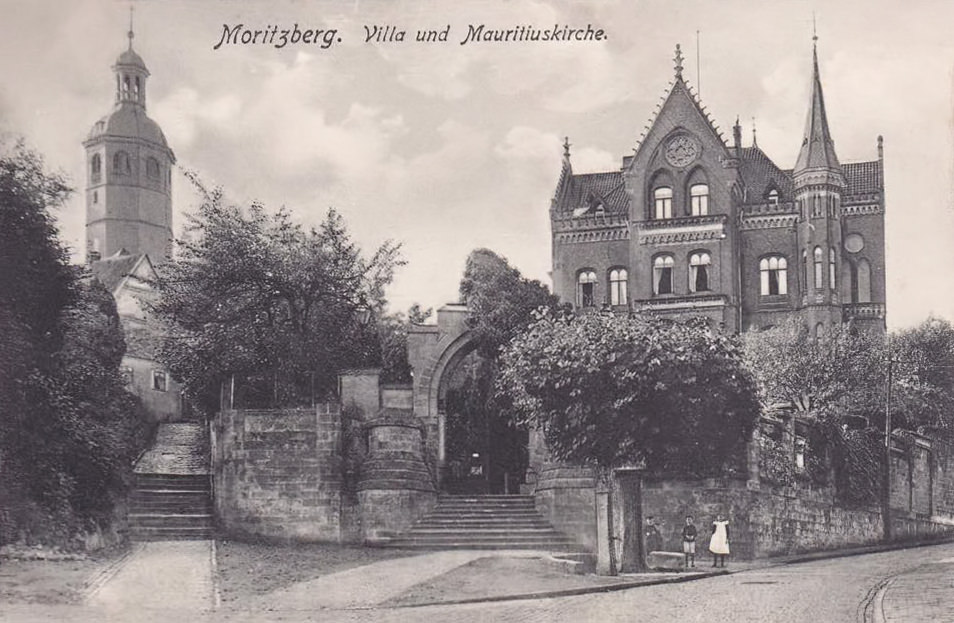
Der Moritzberg um 1900 (Villa Windthorst und St.-Mauritius-Kirche)

1805 wurde das Moritzstift säkularisiert; ab 1806 gehörte Moritzberg zum Königreich Westphalen. 1810 wurde der Stiftsbesitz verkauft und das Stift endgültig aufgehoben, 1812 die Pfarrkirche St. Margaretha. Sie wurde wenige Jahre später abgerissen; neue Pfarrkirche wurde die ehemalige Stiftskirche St. Mauritius. Der Ausfall des Wirtschaftsfaktors Moritzstift führte zu einer Verarmung der Bevölkerung. Einige Einwohner wanderten aus. 1815 fielen das ehemalige Hochstift Hildesheim und der Moritzberg an das Königreich Hannover.
Wirtschaftlich wuchsen Moritzberg und Hildesheim allmählich zusammen. 1818 wurde das Krehlator abgerissen, nach 1832 als letztes der drei Tore auch das Katztor. Neue Fabrikbetriebe siedelten sich am Moritzberg an. Auf dem Platz der ehemaligen Bergmühle wurde 1857 eine Flachsfabrik gegründet, der eine Jutespinnerei und ab 1876 eine Naturkautschuk- bzw. Gummifabrik folgte. Das Gummiwerk wurde 1878 nach dem Großbrand der Fabrik in Hann. Münden von der dort 1859 gegründeten Gummiwarenfabrik Gebrüder Wetzell gekauft, die den Betrieb an beiden Standorten noch bis 1892 als Münden-Hildesheimer Gummiwarenfabrik Gebrüder Wetzell AG weiterführten und dann zur Wetzell Gummiwerke AG wurde. In den 1960er Jahren übernahmen die Phoenix Gummiwerke Hamburg-Harburg die Mehrheit an dem Hildesheimer Unternehmen. Erst 2004 wurde das Gummiwerk geschlossen. 1865 trat Moritzberg der Hildesheimer Gasversorgung bei; von 1905 bis 1945 fuhr die Straßenbahn-Linie 1 zwischen Hildesheim und Moritzberg (heutige Haltestelle Güldener Löwe). Im letzten Drittel des 19. Jahrhunderts dehnte sich die Stadt Hildesheim über den bisherigen Befestigungsring weiter ins Gebiet der ehemaligen Dammstadt (jetzt „Dammtor-Immobilien“ genannt) aus, das von mehreren Gemeinden, darunter Moritzberg, überwiegend als Weidefläche genutzt wurde.
Im Jahre 1881 brach in der damaligen Gemeinde Moritzberg, Moritzberg war nur ein Flecken, ein furchtbarer Brand aus. In der Dingworthstraße fielen die Häuser Froböse, Knoke, Ernst und die Gastwirtschaft Pieper den Flammen zum Opfer. Heute stehen an dieser Stelle die Gaststätte Moritz-Stube und die Gebäude bis zur Einfahrt zum Pieperschen Hof. Die Bewohner der Gemeinde standen dem tobenden Element machtlos gegenüber. Der Moritzberg hatte zwar schon eine eigene Handspritze. Jeder Mann des Ortes half, wenn es einen Brand zu bekämpfen gab, aber eine richtige Ausbildung hatte natürlich niemand. Bei den Rettungsarbeiten wurde der Rohrführer der Gemeindespritze, der Zimmermann Kliemann, durch einen einstürzenden Schornstein lebensgefährlich verletzt.
Da wurde den Moritzbergern klar, dass die Zeit zur Gründung einer Feuerwehr gekommen war. Unter dem Vorsitz des Schlossermeisters Paßmann trafen sich interessierte Bürger zu einer Gründungsversammlung. 32 der anwesenden Männer meldeten sich freiwillig für den Feuerwehrdienst.
1882 legte das Preußische Herrenhaus einen Gesetzentwurf zur Zwangsvereinigung Moritzbergs mit Hildesheim vor, der bei den Moritzbergern auf heftigen Widerstand stieß. Als ein Grund für das Gesetz wurde angeführt, Moritzberg verfüge nur über einen Gendarmen und sei deshalb nicht in der Lage, die „große Fabrikbevölkerung beiderlei Geschlechts“ und „die jüngst zutage getretenen sozialdemokratischen Elemente“ zu kontrollieren. Darüber hinaus gebe es ausgedehnte Waldgebiete, wie den an Moritzberg grenzenden Steinberg, der „einen vorzüglich geeigneten Schlupfwinkel für Gesindel und verbrecherisches Tun bilde, wie denn hier vor einigen Jahren auch ein schrecklicher Lustmord passiert sei.“ Das Abgeordnetenhaus als gesetzgebende Instanz lehnte die Vorlage aber ab.
In den nächsten Jahren stieg durch die Industrialisierung die Einwohnerzahl des Moritzbergs weiter stark an; erstmals gab es mehr evangelische als katholische Bewohner. 1895 wurden 1652 Katholiken und 1674 Protestanten gezählt. Ende des 19. Jahrhunderts kam es zu Fällen von Cholera. Erst 1895 erhielt der Ort eine zentrale Wasserversorgung. Die neue Arbeiterbevölkerung machte sich auch politisch bemerkbar. War bisher der Moritzberg fest in der Hand der katholischen Zentrumspartei, so gewannen jetzt die Sozialdemokraten an Boden. Anfang der 1920er Jahre schließlich erzielten die sozialistischen Parteien SPD und USPD in den Moritzberger Stimmbezirken überdurchschnittliche Ergebnisse.
Da die Masse der Steuern nach Hildesheim abflossen, war die Gemeinde finanziell kaum noch in der Lage, ihre kommunalen Aufgaben zu erfüllen. Dazu kamen die Schulden, die wegen eines Finanzierungsskandals beim 1899 neuerrichteten Moritzberger Elektrizitätswerk auf dem Ort lasteten. So kam es am 1. April 1911 mit Zustimmung der Moritzberger letztendlich doch zur Vereinigung mit Hildesheim. Dabei fiel ein kleiner Teil der ehemaligen Gemeinde Moritzberg an Neuhof. Verschiedene Straßenumbenennungen waren erforderlich: Die Friedrichstraße, in der sich das 1907 erbaute Rathaus des Bergdorfes befindet, wurde in „Zierenbergstraße“ und die Wilhelmstraße in „Moritzstraße“ umbenannt. Die Kreuzstraße, die unter diesem Namen bereits seit 1889 belegt ist, heißt seitdem „Triftstraße“, und die Gartenstraße bekam den neuen Namen „Maschstraße“. Die Mühlenstraße wurde in „Bergmühlenstraße“ umbenannt. „Obere Bergstraße“, „Mittlere Bergstraße“ und „Untere Bergstraße“ wurden unter dem einheitlichen Namen „Bergstraße“ zu einer Straße zusammengefasst.

### Ab 1911

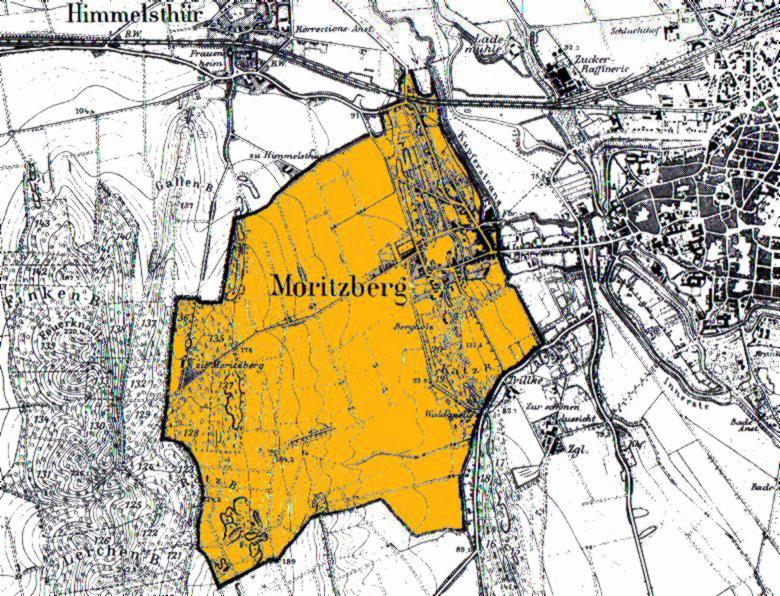
Moritzberg, Ortsgrenzen um 1900

Als „Eingemeindungsgeschenk“ erhielt der Stadtteil einen großen historisierenden schlossähnlichen Schulneubau mit grauem Sandsteinquadersockel und einem barockähnlichen Eingangsbereich, aufgrund seiner Farbgebung „Gelbe Schule“ genannt (Einweihung 1915). Ab den 1920er Jahren wurden zahlreiche neue Wohngebiete erschlossen, zunächst Birnbaumskamp und Nonnenkamp. In dieser Zeit wurde auch die repräsentative Mittelallee angelegt, um die herum zahlreiche Villen und Wohnhäuser der oberen Bevölkerungsschicht errichtet wurden. 1928 entstand die Landfrauenschule Trillke-Gut, 1932 die Glockenfeldsiedlung, 1936 die „Gartenstadt“ Waldquelle. Um 1936 wurde im Rahmen des Arbeitsbeschaffungsprogramms der NS-Regierung die Reichsstraße R 1 (heute B 1) ausgebaut.
Im Zweiten Weltkrieg wurden auf dem Berghölzchen Flakstellungen errichtet und ein Tiefbunker gebaut. Das Trillke-Gut wurde Lazarett. Die evangelische Christuskirche diente als Lager für russische und polnische Zwangsarbeiter, die zum Großteil bei den Gummiwerken Wetzell arbeiteten. Vom Luftangriff auf Hildesheim am 22. März 1945 blieb der Stadtteil weitgehend verschont. Zerstört wurden allerdings die Gaststätte „Zum Felsenkeller“ und die frühere Brauerei am nördlichen Ende der Elzer Straße. Nur vereinzelt wurden auch Wohnhäuser in der Godehardistraße und der Elzer Straße zerstört. Das Gartenlokal Krehla in der Moritzstraße wurde durch Bomben erheblich beschädigt, ebenso die Gummifabrik. Starke Schäden entstanden allerdings in der östlichen Hälfte der Dingworthstraße. Die Mauritiuskirche wurde von Brandbomben getroffen; das dadurch entstandene Feuer konnte jedoch unverzüglich gelöscht werden. Die Christuskirche wurde nicht beschädigt. Nach der Besetzung Hildesheims durch britische Truppen wurde das Ausflugslokal „Berghölzchen“ von ihnen requiriert und zunächst als Kommandantur benutzt.
In der Nachkriegszeit entstanden weitere Wohnviertel im Ortsteil Moritzberg. Zwischen 1961 und 1967 wurde der Godehardikamp durch den Beamten-Wohnungsverein bebaut und die Zwölf-Apostel-Kirche errichtet. 1970/71 wurde auch das Bockfeld baulich erschlossen. 1989 schließlich entstand ein neues Baugebiet („Klusburg“) am Gallberg.
Aufgrund des damals mangelnden Denkmalschutz-Bewusstseins wurden 1974 der Propsteihof des ehemaligen Mauritiusstifts und das Fachwerk-Spritzenhaus der Moritzberger Feuerwehr in der Bergstraße abgerissen. 1986 schloss einer der Treffpunkte der Hildesheimer und Moritzberger Jugend, die Gaststätte und Diskothek be bop, die im ehemaligen Gasthaus Wilhelmshöhe auf dem Rottsberg, außerhalb des Siedlungskerns und mit Panoramablick über die Stadt, beheimatet war. Ein Jahr später brannte das Gebäude aus. 1994 schließlich wurde auch die Landfrauenschule Trillke-Gut aufgrund sinkender Schülerzahlen geschlossen.

## Politik

### Ortsrat
Der Ortsrat, der die Ortschaft Moritzberg/Bockfeld vertritt, setzt sich aus elf Mitgliedern zusammen. Die Ratsmitglieder werden durch eine Kommunalwahl für jeweils fünf Jahre gewählt.

Bei der Kommunalwahl 2021 ergab sich folgende Sitzverteilung:
| Ortsrat 2021Insgesamt 11 Sitze - SPD: 4 - Grüne: 3 - Unab.: 1 - FDP: 1 - CDU: 2 |

### Ortsbürgermeister
Ortsbürgermeister ist Erhard Paasch (SPD), Stellvertretende Ortsbürgermeisterin ist Ursula Oehlschläger (Bündnis 90/Die Grünen).

## Wirtschaft und Infrastruktur
Die Stadtteilzeitung West – Moritzberg/Bockfeld Moritz vom Berge erscheint sowohl als Printausgabe als auch auf dem Onlineweg mit Informationen für die Bürger des Stadtteils.
Die Einwohnerzahl beträgt seit der Neuordnung der Stadtteilgrenzen (2011), bei der der Moritzberg mit dem Stadtteil Weststadt vereinigt wurde, rund 15.200. Stadtteilzentren zur Versorgung der Bevölkerung befinden sich u. a. an der Dingworthstraße und im Godehardikamp in der Straße „Am Probsteihof“.

### Öffentliche Einrichtungen
Es gibt mehrere Kindergärten, Grundschulen und eine Waldorfschule. Das Gymnasium Michelsenschule liegt ebenso wie die Polizeidienststelle Schützenwiese auf dem Gebiet des früheren Stadtbezirks West. Die frühere Sporthalle an der Pappelallee, 1957 mit Plätzen für 900 Zuschauern erbaut, wurde 2006–2007 zu einem Veranstaltungszentrum mit 2.435 Sitz- und 400 Stehplätzen umgebaut.

### Grünanlagen
Der Königsteich und die umgebende Grünanlage an der Königstraße wurden 1930 angelegt. An der Westseite des Königsteiches war ursprünglich ebenfalls die Errichtung eines Pavillons geplant, für den die Stadt Hildesheim damals jedoch wegen der Weltwirtschaftskrise nicht die finanziellen Mittel besaß. In den 1950er Jahren bestanden zeitweise Pläne, den Teich trockenzulegen und das Gelände zu bebauen, doch wurden sie wegen der Proteste der Anwohner nicht in die Tat umgesetzt. An der vorgesehenen Stelle wurde im Mai 2021 ein aus Spenden finanzierter Pavillon errichtet, um den herum im Sommer Livekonzerte stattfinden. Der Königsteich hat eine Wasserfläche von 2.600 m² und ist an den meisten Stellen 90 cm tief. Eine weitere Grünanlage auf dem Moritzberg ist der Godehardipark im Wohngebiet Godehardikamp.

### Regelmäßige Veranstaltungen
Vor einigen Jahren ist der Brauch einer regelmäßigen Grenzbegehung Schnadgang neu belebt worden. Großer Beliebtheit erfreut sich der bereits 1819 erwähnte Pflockflötchenmarkt, der jedes Jahr am Pfingstmontag in der Bergstraße zwischen dem Güldenen Löwen und der Bennostraße abgehalten wird. Er ist nach Flöten benannt, die aus Weidenholz- oder Haselnusszweigen geschnitzt sind. Um Pfingsten herum soll das Holz besonders gut zum Schnitzen geeignet sein – die Kunst des Flötenschnitzens wird auf dem Markt auch vorgeführt.

### Verkehr
Die Bundesstraßen 1 (Hameln – Braunschweig) und 243 (Hildesheim – Seesen) führen unmittelbar am Moritzberg vorbei. Mehrere Linien des Stadtverkehrs Hildesheim bedienen Haltestellen am Moritzberg.

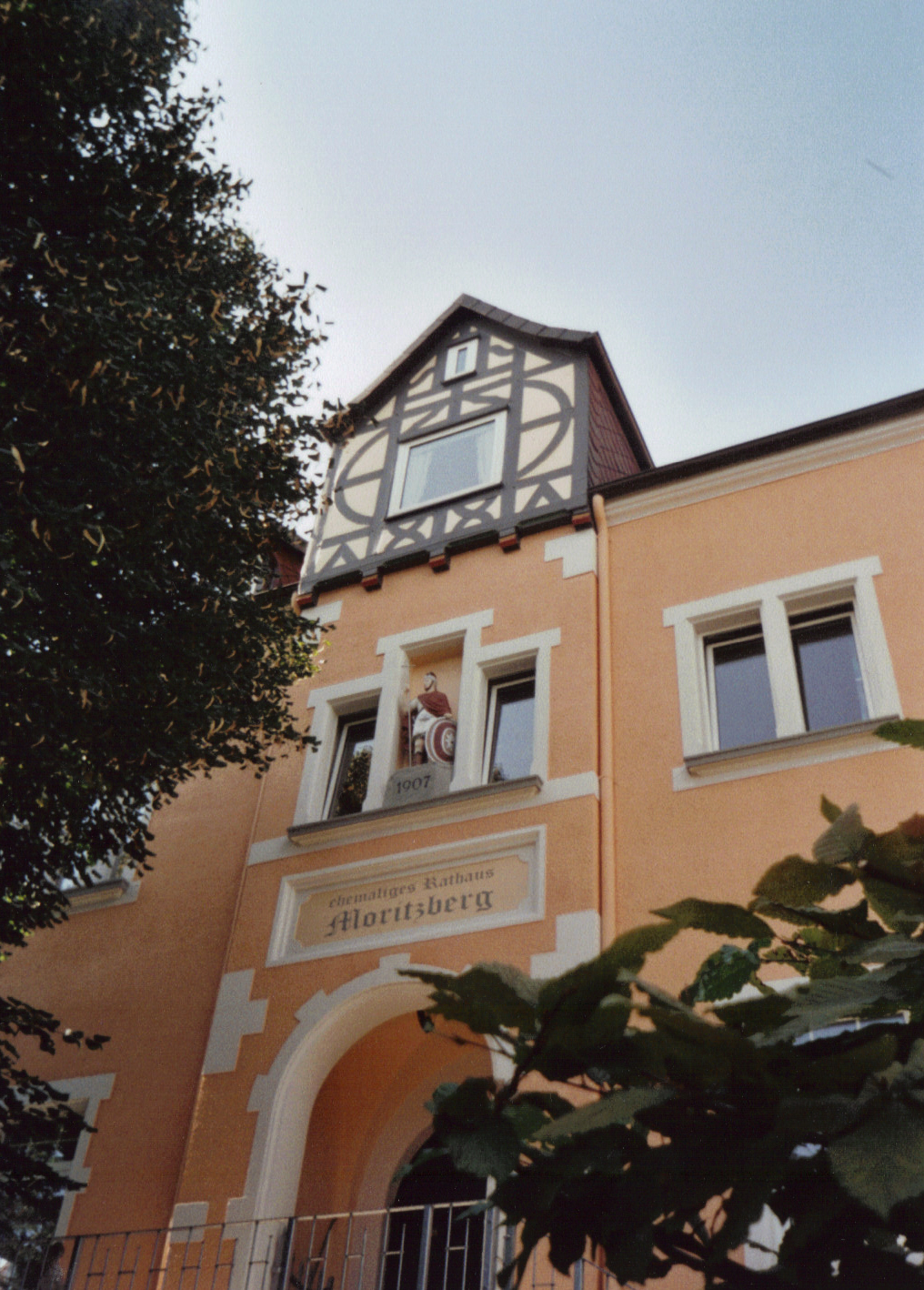
Ehemaliges Rathaus
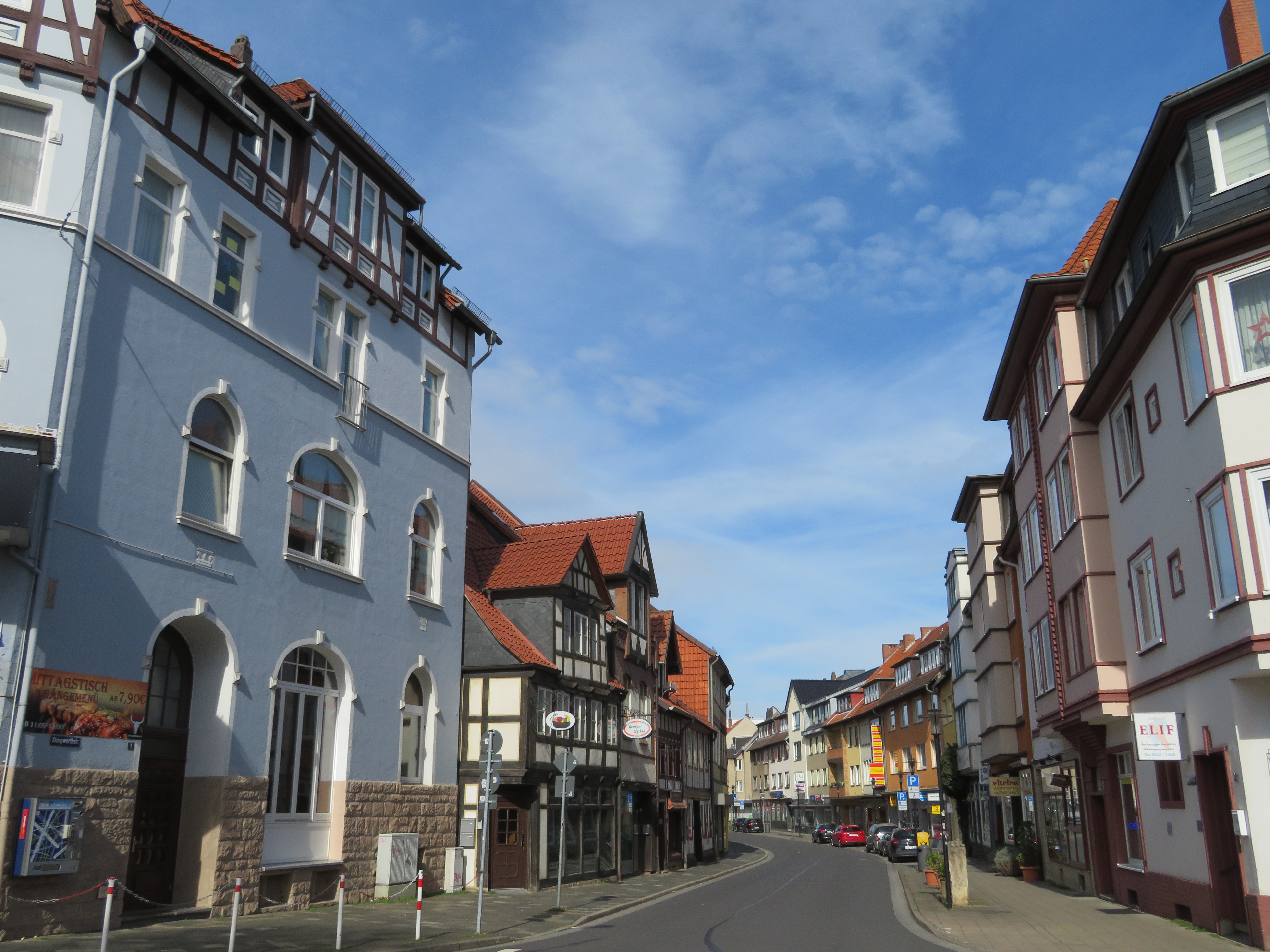
Dingworthstraße, 1728 urkundlich erwähnt, Hauptgeschäftsstraße des Moritzberges
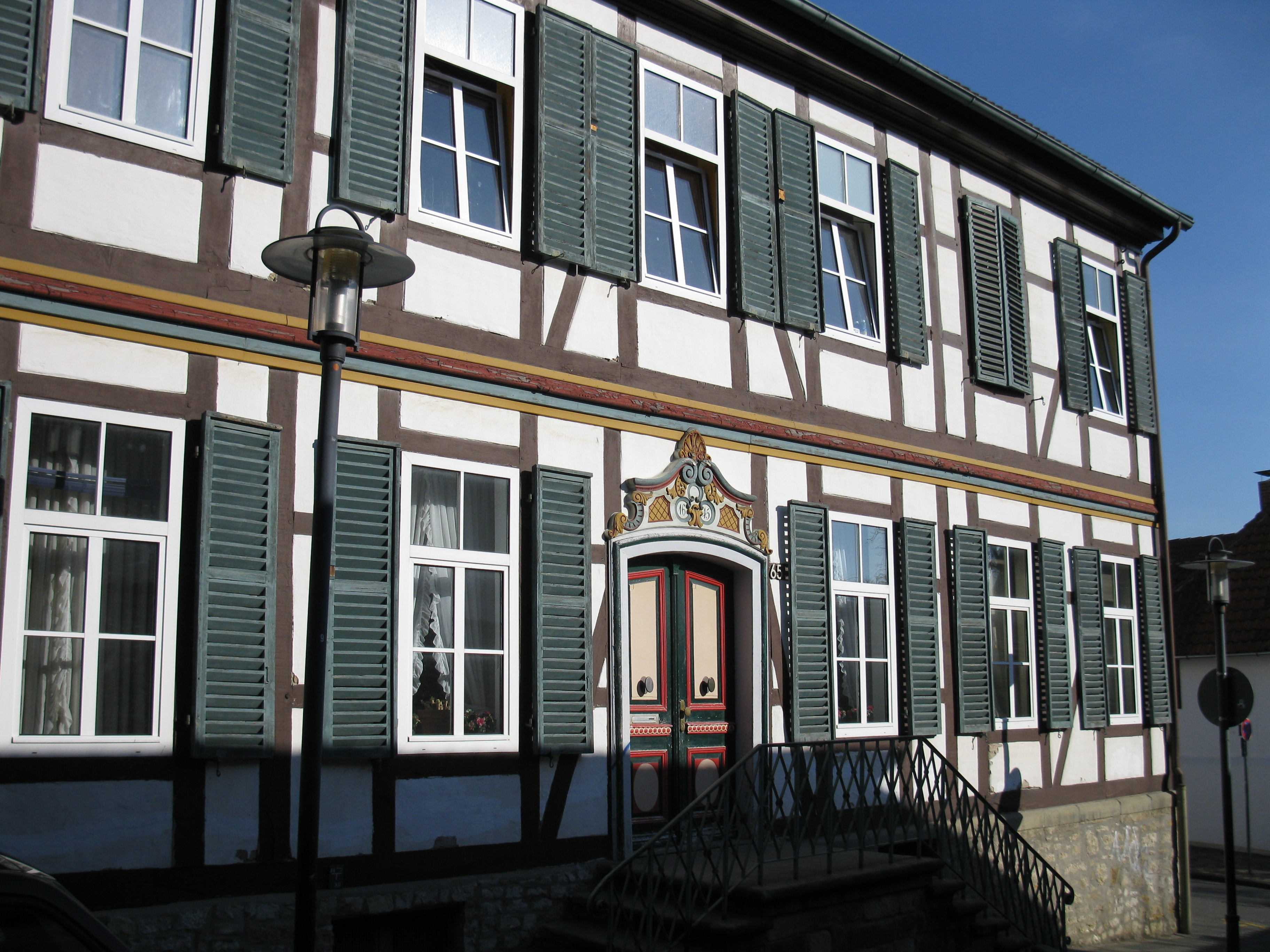
Brenkenscher Hof (1645) in der Bergstraße
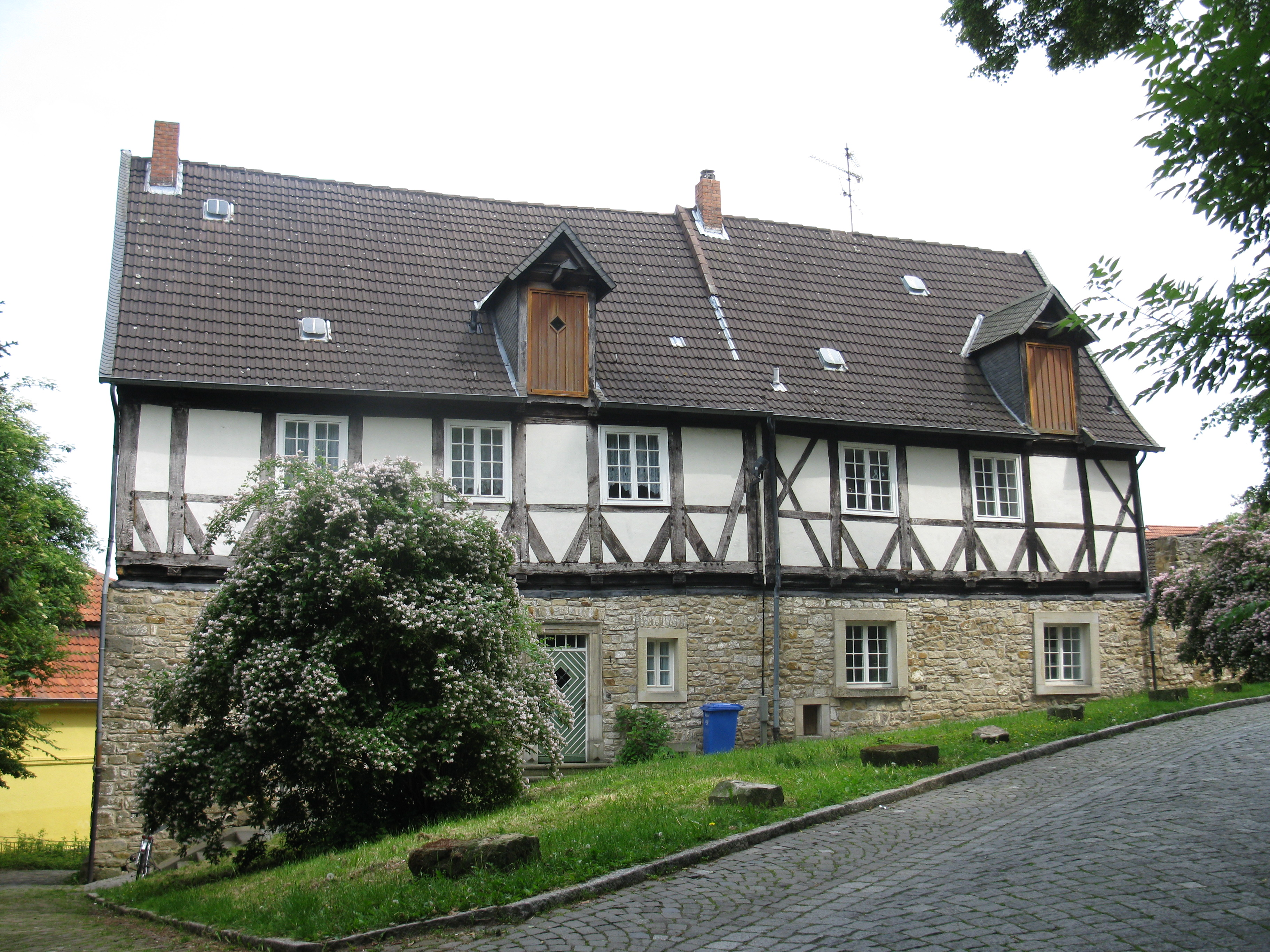
Kratzbergscher Hof (1654)
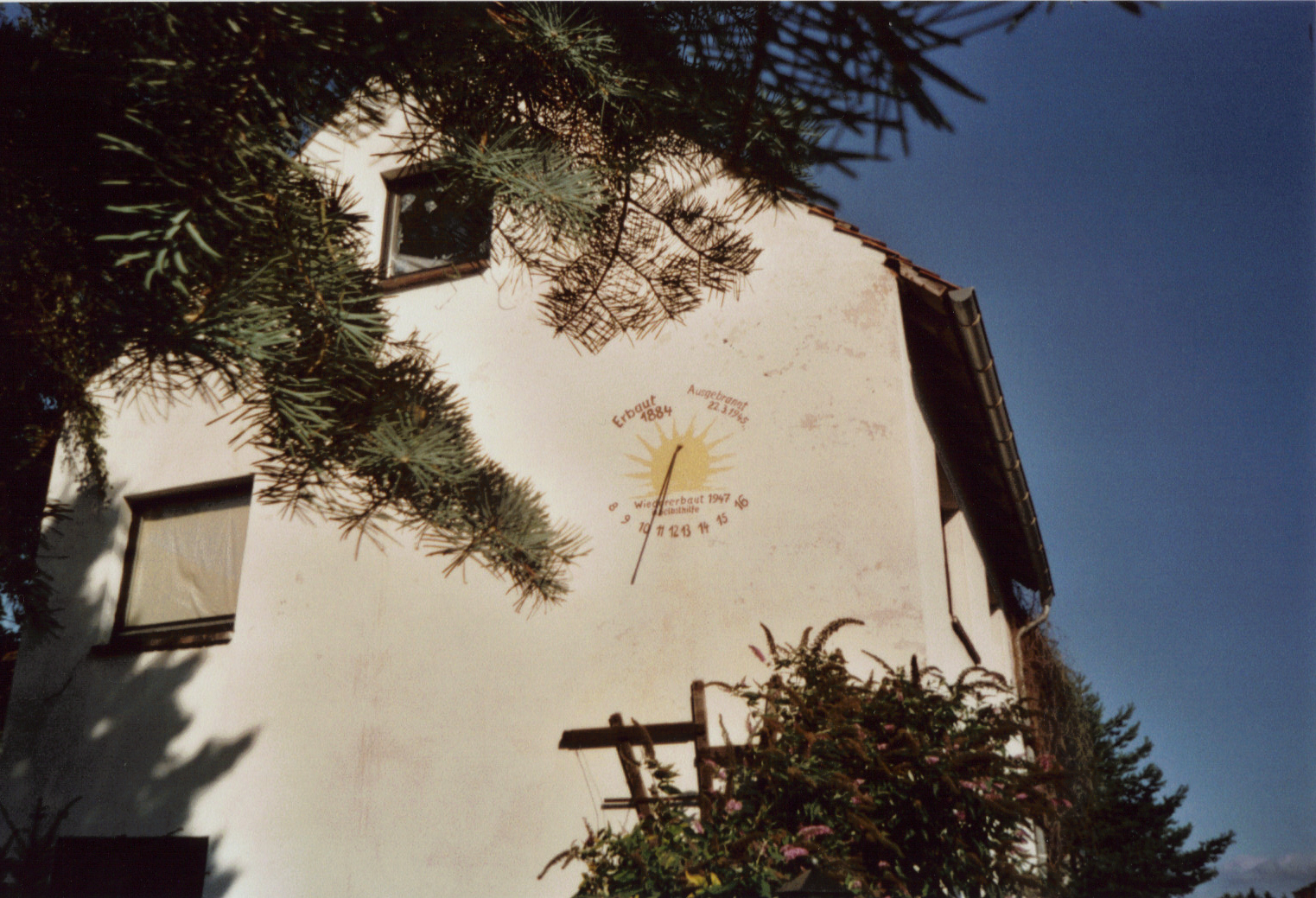
Die Sonnenuhr in der Godehardistraße erinnert an den 22. März 1945. Das Haus wurde im Zweiten Weltkrieg zerstört und 1947 wieder aufgebaut.
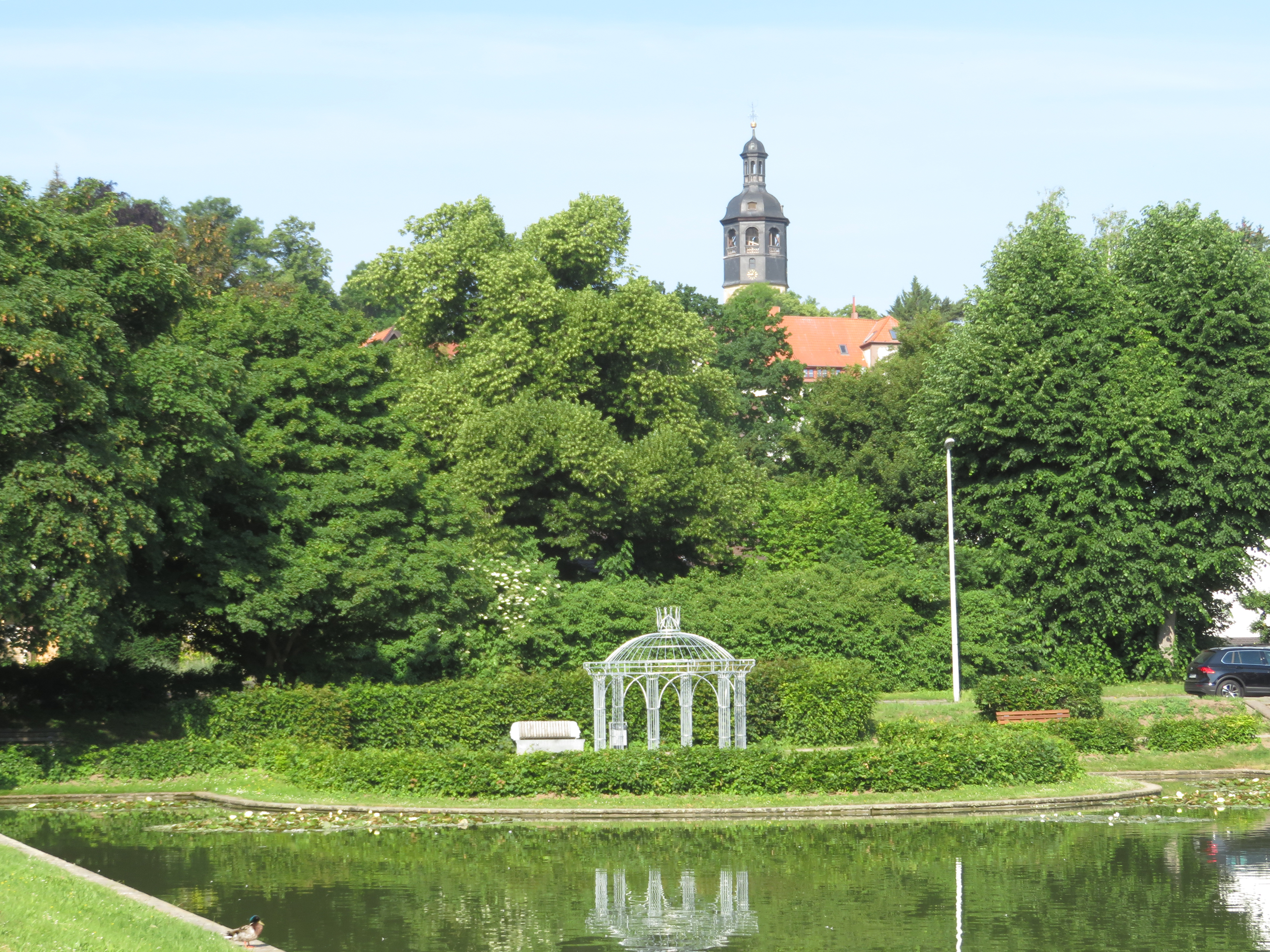
Königsteich mit Pavillon und Turm der Mauritiuskirche
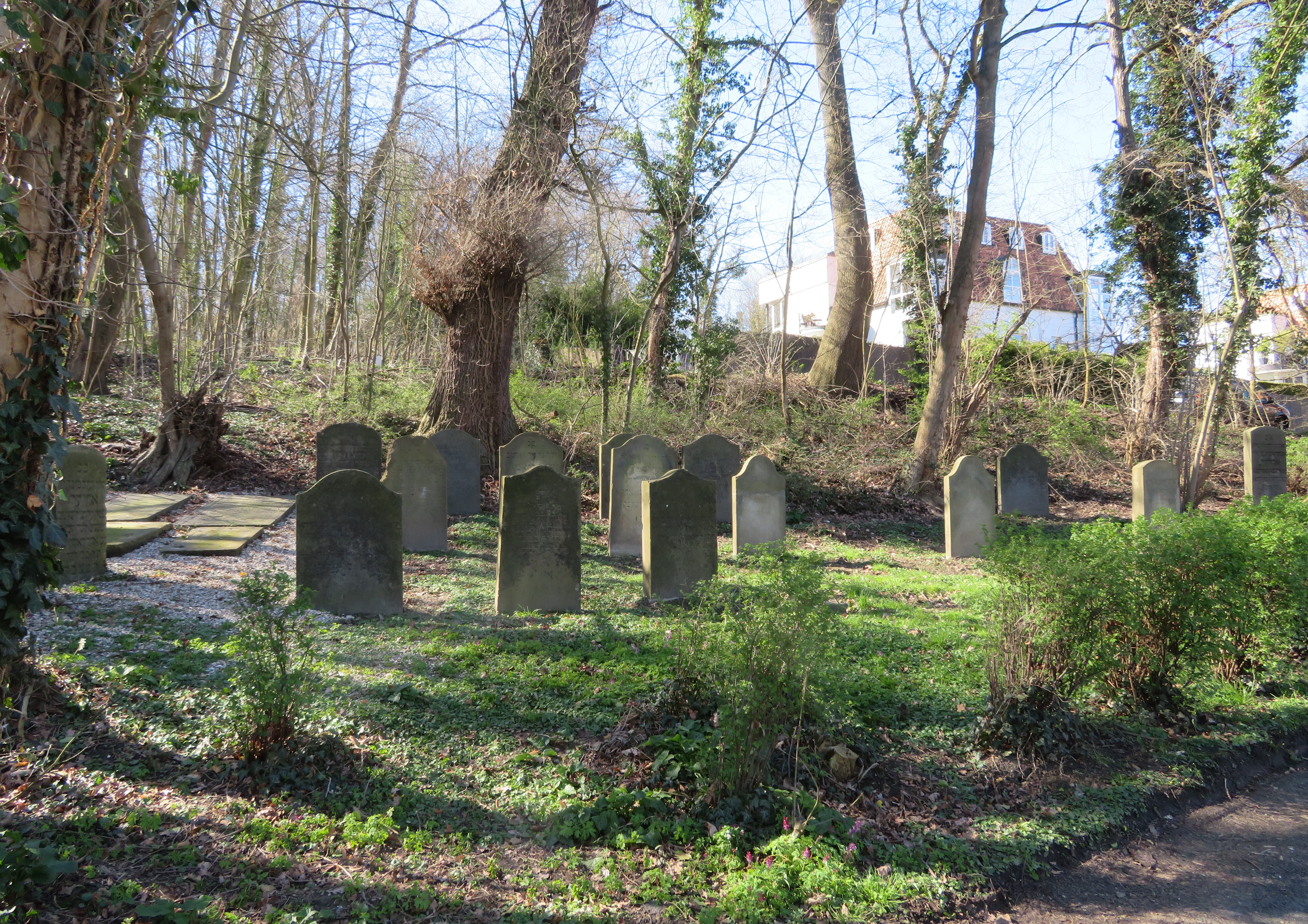
Jüdischer Friedhof (2020)

## Bauwerke
Bedingt durch die lange und wechselvolle Geschichte des Stadtteils weisen die einzelnen Gebäude sehr unterschiedliche Baustile auf. Markanteste Gebäude auf dem Moritzberg sind die Christuskirche, Mauritiuskirche und die Zwölf-Apostel-Kirche. Weithin sichtbar ist auch die Villa Windthorst. Die meisten historischen Gebäude befinden sich in der Bergstraße und ihren Nebenstraßen. Der Brenkensche Hof, ein barockes Fachwerkhaus von 1645, ist möglicherweise das älteste erhaltene Wohnhaus auf dem Moritzberg. Es entstand also bereits vor der 1652 erfolgten Verleihung des Marktrechts und der Ernennung des Moritzberges zu einem „Flecken“. Das Eckhaus Große Steuer/Stiftskirchenweg, der Kratzbergsche Hof, ist ein langgestrecktes, zweigeschossiges Fachwerkhaus, das 1654 als Kurie erbaut wurde.